# Дикальцій фосфат
Дикальцій фосфат — це фосфат кальцію з формулою CaHPO4 та його дигідрат. Префікс «ди» в загальній назві виникає внаслідок утворення аніона HPO42– шляхом видалення двох протонів з фосфатної кислоти, H3PO4. Назвами-синонімами є кальцію фосфат двоосновний або моногідрофосфат кальцію. Дикальцій фосфат використовується як харчова добавка, входить до складу деяких зубних паст як поліруючий засіб і є біоматеріалом.

## Отримання
Двоосновний фосфат кальцію отримують шляхом нейтралізації гідроксиду кальцію фосфорною кислотою, яка осаджує дигідрат у вигляді твердої речовини. За температури 60 °C безводна форма випадає в осад:
Для запобігання деградації, яка призвела б до утворення гідроксиапатиту, додають пірофосфат натрію або октагідрат фосфату тримагнію, коли, наприклад, дигідрат двоосновного фосфату кальцію потрібно використати як поліруючий агент у зубній пасті.
У безперервному процесі CaCl2 можна обробити (NH4 )2HPO4 з утворенням дигідрату:
Потім суспензію дигідрату нагрівають приблизно до 65–70 °C з утворенням безводного CaHPO4 у вигляді кристалічного осаду, зазвичай у вигляді плоских алмазоїдних кристалів, які придатні для подальшої обробки.
Дигідрат двоосновного фосфату кальцію утворюється в "брушитних" кальцій-фосфатних цементах (КФЦ), які використовують у медицині. Прикладом загальної реакції схоплювання під час формування кальцієво-фосфатних цементів «β-ТКФ/МКФ» (β- трикальційфосфат / монокальційфосфат ) є:

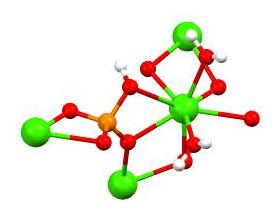
Частина решітки дигідрату дикальцій фосфату, що показує 8-координований центр Ca^{2+} і розташування протонів на трьох лігандах (зелений = кальцій, червоний = кисень, оранжевий = фосфор, білий = водень)

## Структура
Відомі три форми дикальцій фосфату:
- дигідрат, CaHPO4•2H2O ("DPCD"), мінерал брушит
- моногідрат, CaHPO4•H2O ("DCPM")
- безводний CaHPO4, ("DCPA"), мінерал монетит . Нижче pH 4,8 дигідрат і безводна форми дикальцій фосфату є найбільш стабільними (нерозчинними) з фосфатів кальцію.

Структуру безводної та дигідратованої форм визначили за допомогою методу рентгеноструктурного аналізу, а структуру моногідрату – електронною кристалографією. Дигідрат (показаний у таблиці вище), а також моногідрат мають шарувату структуру.

## Застосування
Двоосновний фосфат кальцію в основному використовується як дієтична добавка у готових сухих сніданках, ласощах для собак, збагаченого борошна та виробів з локшини. Його також використовують як засіб для таблетування в деяких фармацевтичних препаратах, зокрема деяких засобів, призначених для усунення запаху тіла. Двоосновний фосфат кальцію також міститься в деяких харчових добавках кальцію (наприклад, Бонекцин). Використовується в кормі для птиці. А також в деяких зубних пастах - як засіб для контролю зубного каменю.
У разі нагрівання дикальційфосфат переходить у дикальційдифосфат, корисний поліруючий агент:
У формі дигідрату (брушиту) він міститься в деяких каменях у нирках і зубних каменях.

## Дивитися також
- Брушит
- Монокальцій фосфат
- Трикальційфосфат